# 91 Piscium
91 Piscium (l Piscium) é uma estrela na direção da Pisces. Possui uma ascensão reta de 01h 21m 07.35s e uma declinação de +28° 44′ 18.2″. Sua magnitude aparente é igual a 5.23. Considerando sua distância de 344 anos-luz em relação à Terra, sua magnitude absoluta é igual a 0.12. Pertence à classe espectral K5III.